# I Hate My Village

Targa Musica da Bere 2021

Gli I Hate My Village sono un supergruppo musicale italiano formatosi nel 2018 dall'incontro di Adriano Viterbini (Bud Spencer Blues Explosion) e Fabio Rondanini (Calibro 35, Afterhours).
I due iniziano a lavorare insieme intorno agli inizi del 2017, ma è negli ultimi mesi del 2018 che iniziano a lavorare al loro primo album, con l'aiuto del produttore Marco Fasolo (Jennifer Gentle), il quale successivamente li accompagnerà dal vivo come bassista.
Alla formazione si unisce nella fase finale della produzione del primo album Alberto Ferrari (Verdena), al quale viene chiesto di arricchire le composizioni, inizialmente strumentali, con delle linee di voce.
Nel settembre 2021 sono ospiti di Musica da Bere, dove viene loro consegnata la Targa premio della dodicesima edizione della manifestazione.

## Formazione
- Alberto Ferrari - voce, chitarra
- Adriano Viterbini - chitarra, basso, tastiere, voce
- Marco Fasolo - basso, cori,  produttore[2]
- Fabio Rondanini - batteria, percussioni

## Discografia
Album in studio
- 2019 - I Hate My Village
- 2024 - Nevermind The Tempo

E.P
- 2021 - Gibbone EP